# Meioneta floridana
Meioneta floridana är en spindelart som först beskrevs av Banks 1896.  Meioneta floridana ingår i släktet Meioneta och familjen täckvävarspindlar. Inga underarter finns listade i Catalogue of Life.